# Crematogaster subcircularis
Crematogaster subcircularis är en myrart som beskrevs av Mayr 1879. Crematogaster subcircularis ingår i släktet Crematogaster och familjen myror. Inga underarter finns listade i Catalogue of Life.